# Friedrich Müller (linguista)
Friedrich Müller (Jemnice, 6 marzo 1834 – Vienna, 25 maggio 1898) è stato un linguista, etnologo, bibliotecario e filologo austriaco.

## Biografia
Studiò presso l'Università di Gottinga, poi si trasferì presso l'Università di Vienna (1853-1857), dove fu anche bibliotecario dal 1858 al 1866; dopo questo ruolo fu premiato diventando professore di filologia comparata e sanscrito.
Fu membro dell'Accademia austriaca delle scienze avendo fama di grandissimo studioso tra i suoi contemporanei, in  particolare della filologia comparata.

## Opere
Oltre a contribuire in gran parte nella filologia comparativa e all'etnnologia contribuì a due giornali intitolati: Mitteilungen der anthropologischen Gesellschaft e Wiener Zeitschrift für die Kunde des Morgenlandes.
Altre opere:
- Reise der österreichischen Fregatte Novara. (1867–73)
- Allgemeine Ethnographie (1873)
- Grundriss der Sprachwissenschaft (1876–87) (ISBN 348712047X)